# Panhard LM64
La Panhard LM64 è una vettura da competizione realizzata dall'azienda francese Panhard nel 1964.

## Sviluppo
La vettura venne progettata da Charles Deutsch per partecipare alla 24 Ore di Le Mans del 1964.

## Tecnica
Come propulsore la LM64 era fornita di un Panhard B2 dalla potenza di 80 CV gestito da un cambio ZF manuale a cinque rapporti ed abbinato ad un compressore. Nonostante la piccola potenza, la vettura aveva una velocità massima di 221 km/h grazie al coefficiente aerodinamico di 0.12 CX assicurato dalla carrozzeria aerodinamica in fibra di vetro che includeva fari alloggiati sotto una copertura di Plexiglas e diverse ali posteriori poste sulla coda allungata. L'impianto frenante era formato da quattro freni a disco.

## Attività sportiva
Per la partecipazione alla corsa di durata vennero costruiti due esemplari affidati agli equipaggi André Guilhaudin - Andrè Bertault e Guy Verrier - Pierre Lelong. Nessuna delle due vetture riuscì però a terminare la corsa a causa di diversi guasti meccanici. Successivamente non vennero più impiegate per alcuna competizione sportiva.